# Stamboom Maurits van Oranje-Nassau (1843-1850)
Dit is de stamboom van Maurits van Oranje-Nassau (1843-1850).
| Grootouders         | Willem II van Oranje-Nassau (1792-1849) x 1816 Anna Romanov (1795-1865)            | Willem I van Württemberg (1781-1864) x 1816 Catharina Romanov (1788-1819)          |
| Ouders              | Willem III van Oranje-Nassau (1817-1890) x 1839 Sophia van Württemberg (1818-1877) | Willem III van Oranje-Nassau (1817-1890) x 1839 Sophia van Württemberg (1818-1877) |
| Maurits (1843-1850) |                                                                                    |                                                                                    |
| Kinderen            | -                                                                                  | -                                                                                  |